# Karol Jackowski
Karol Jackowski (ur. 1946) – profesor nauk chemicznych.
Absolwent Szkoły Podstawowej nr 1, następnie Liceum Ogólnokształcącego w Przasnyszu (1964) oraz Wydziału Chemii Uniwersytetu Warszawskiego (1969). W 1974 uzyskał stopień naukowy doktora, a w 16 grudnia 1996 – doktora habilitowanego nauk chemicznych w zakresie chemii, specjalność spektroskopia (temat rozprawy habilitacyjnej: Wpływ oddziaływań międzymolekularnych na przesunięcia chemiczne 13C NMR w fazie gazowej i ciekłej).
Pracował jako asystent (1969–1974), następnie adiunkt (1974–2000) w Wydziale Chemii UW. W latach 1989–1999 był kierownikiem Laboratorium Spektroskopii Cząsteczkowej Wydziału Chemii UW. Od 1999 jest kierownikiem Pracowni Spektroskopii Jądrowego Rezonansu Magnetycznego Wydziału Chemii UW. Autor i współautor ponad stu publikacji naukowych, w tym kilku książek i podręczników.
16 marca 2004 uzyskał tytuł profesora nauk chemicznych.
Wśród wypromowanych przez niego doktorów znalazł się Piotr Garbacz.